# جيم كروتش
جيمس جوزيف (بالإنجليزية: Jim Croce) «جيم» كروتش (10 يناير 1943 – 20 سبتمبر 1973) مطرب أمريكي وكاتب أغاني، بين عامي 1966 و1973، أصدر خمسة ألبومات استوديو كروتش و11 أغنية فردية، كانت له أغاني فردية مثل «سيء، سيء، ليروا براون» و«الوقت في زجاجة» ضربا الاثنان رقمًا متقدمًا في حينها في قائمة بيلبورد هوت 100.

## روابط خارجية
- جيم كروتش على موقع IMDb (الإنجليزية)
- جيم كروتش على موقع ألو سيني (الفرنسية)
- جيم كروتش على موقع ميوزك برينز (الإنجليزية)
- جيم كروتش على موقع أول موفي (الإنجليزية)
- جيم كروتش على موقع إن إن دي بي (الإنجليزية)
- جيم كروتش على موقع أول ميوزيك (الإنجليزية)
- جيم كروتش على موقع ديسكوغز (الإنجليزية)
- جيم كروتش على موقع كينوبويسك (الروسية)